# Candela standard
Una candela standard è un oggetto astronomico per cui è facile risalire alla distanza. Deve quindi avere una luminosità calcolabile fisicamente.
Conoscere la luminosità di un oggetto è spesso fondamentale per poter trovare le distanze degli oggetti nell'astronomia extragalattica e nella cosmologia. Confrontando questa luminosità conosciuta (o la sua quantità logaritmica equivalente, la magnitudine assoluta) con la luminosità osservata (la magnitudine apparente), la distanza dell'oggetto può essere calcolata come:
{\displaystyle 5\log _{10}{\frac {D}{kpc}}=m-M+5,}
dove D è la distanza espressa in kpc (kiloparsec, 103 parsec, ≈ 3.261,47086 anni luce), m è la magnitudine apparente e M è la magnitudine assoluta (entrambe nella stessa banda spettrale e a riposo). Ricordiamo inoltre che il logaritmo è espresso in base 10.

## Candele vicine
Per distanze relativamente piccole le migliori e più precise candele standard sono le variabili Cefeidi, stelle giganti pulsanti la cui luminosità cambia in modo ben preciso nel corso di alcuni giorni, e osservabili fino ad una distanza di migliaia di anni luce (con piccoli telescopi) o anche parecchi milioni di anni luce (con grandi telescopi professionali e con il telescopio spaziale Hubble).

## Candele intermedie
Per distanze più grandi possono essere usati molti oggetti diversi, alcuni più precisi degli altri. Al momento, gli oggetti migliori per le distanze più grandi sono le supernovae di tipo Ia, che hanno una luminosità massima ben determinata (come funzione della forma della loro curva di luce) e sono visibili a miliardi di anni luce di distanza, ma che sono altresì relativamente rare.

## Lampi gamma
Nell'astronomia galattica i gamma ray burst sono usati come candele standard: a volte gli spettri di questi oggetti mostrano come il loro raggio si stia espandendo. La luminosità di picco in raggi X dovrebbe quindi corrispondere al limite di Eddington, che può essere calcolato se la massa della stella di neutroni è conosciuta (si usa in genere un valore di 1,5 masse solari). Questo metodo permette di misurare (con qualche incertezza) le distanze di alcune binarie a raggi X di piccola massa, che sono estremamente deboli in ottico e di difficile misurazione.